# ميكائيل علسكر حسينوف
الأكاديمي «ميكائيل علسكر حسينوف» (1905 م- 1992 م)
معماري أذربيجاني له شهرة عالمية. أحد مؤسسي أكاديمية العلوم الوطنية الأذربيجانية (1945 م)، وعضو عامل بها. اختير عضوًا مراسلاً لأكاديمية العمارة بالاتحاد الروسي السابق عام
ا بجمعية آسيا الملكية ببريطانيا وإيرلندا 1941 م)، وعضوًا عاملاً بها في عام (1950 م)، وعضوًا عاملاً لأكاديمية العمارة والإنشاءات بالاتحاد السوفيتي عام (1957 م) وعضوًا شرفي)
عام (1985 م)، ورئيسًا لأكاديمية العمارة الدولية لدول الشرق (1992 م)، ورئيسًا لمعهد العمارة والفنون بأكاديمية العلوم الوطنية الأذربيجانية فيما بين (1948 م – 1988 م)، ورئيسًا
1992 م)، ونائباً عن الشعب في العديد من اجتماعات المجلس الأعلى للاتحاد السوفيتي وفرعه في أذربيجان. مؤسس – لمجلس إدارة اتحاد المعماريين الأذربيجانية فيما بين (1947
مدرسة العمارة بأذربيجان، وحاصل على لقب «الجدارة في الفنون» عام (1940 م)، ولقب «معماري الشعب» عام (1970 م).